# Tobbo

Tobbo är en by i Östervåla socken, Heby kommun.
Tobbo omtalas i dokument första gången 1492 ("twbbæ bode") då Johan i Hemmingsbo och Anders i Lagbo vittnade mellan Bengt Fadersson och Tobbo, antagligen i en gränstvist mellan Tobbo och Aspnäs gård. Under 1500-talet upptas Tobbo i jordeboken som ett helt skattehemman om 4 öresland jord. 
Bland andra bebyggelser på ägorna märks märks Nymanstorp, ett försvunnet torp uppfört vid mitten av 1800-talet. Torpet var beläget ett par hundra meter nordost om byn. Solbacka är ett annat försvunnet torp, uppfört vid mitten av 1800-talet. Stugan var belägen vid landsvägen mot Skogbo på gränsen mot Kanikebo och revs omkring 1910. Tobbokojan är en skogskoja, uppförd under 1900-talet.